# Thomas Kristensen
Thomas Fauerskov Kristensen (ur. 17 kwietnia 1983 w Virum) – duński piłkarz grający na pozycji środkowego pomocnika.

## Kariera klubowa
Kristensen jest wychowankiem klubu Søllerød BK. Później był także piłkarzem juniorskiej drużyny Akademisk BK. W 2002 roku został piłkarzem dorosłej drużyny Lyngby BK i zadebiutował w niej w czwartej lidze duńskiej. W sezonie 2002/2003 awansował z klubem do trzeciej ligi.
Na początku 2005 roku Kristensen przeszedł do zespołu FC Nordsjælland z miasta Farum. 20 marca 2005 zadebiutował w duńskiej Superligaen w przegranym 1:2 wyjazdowym spotkaniu z Aarhus GF. W Nordsjælland grał przez 3,5 roku i był podstawowym zawodnikiem. Przez ten okres strzelił w pierwszej lidze 18 bramek w 96 rozegranych spotkaniach.
Latem 2008 roku Kristiensen odszedł do FC København. W tym stołecznym zespole po raz pierwszy w lidze wystąpił 21 lipca 2008 w zwycięskim 1:0 meczu z Esbjerg fB. W pomocy FCK zaczął grać z takimi zawodnikami jak Kanadyjczyk Atiba Hutchinson, Czech Libor Sionko i rodacy Hjalte Nørregaard oraz William Kvist. W 2009 roku wywalczył dublet – mistrzostwo i puchar kraju (2:1 w finale z Aalborgiem BK). W 2014 roku przeszedł do ADO Den Haag, a w 2016 do Brisbane Roar. W 2019 roku wrócił do Danii, gdzie został graczem trzecioligowego klubu FC Helsingør.
| Sezon   | Klub            | Kraj      | Rozgrywki      | Mecze | Bramki |
| ------- | --------------- | --------- | -------------- | ----- | ------ |
| 2002/03 | Lyngby BK       | Dania     | Danmarksserien | 29    | 9      |
| 2003/04 | Lyngby BK       | Dania     | 2. division    | 25    | 3      |
| 2004/05 | Lyngby BK       | Dania     | 2. division    | 14    | 4      |
| 2004/05 | FC Nordsjælland | Dania     | Superligaen    | 13    | 1      |
| 2005/06 | FC Nordsjælland | Dania     | Superligaen    | 27    | 2      |
| 2006/07 | FC Nordsjælland | Dania     | Superligaen    | 30    | 9      |
| 2007/08 | FC Nordsjælland | Dania     | Superligaen    | 27    | 6      |
| 2008/09 | FC København    | Dania     | Superligaen    | 26    | 0      |
| 2009/10 | FC København    | Dania     | Superligaen    | 23    | 0      |
| 2010/11 | FC København    | Dania     | Superligaen    | 27    | 1      |
| 2011/12 | FC København    | Dania     | Superligaen    | 25    | 1      |
| 2012/13 | FC København    | Dania     | Superligaen    | 27    | 0      |
| 2013/14 | FC København    | Dania     | Superligaen    | 26    | 3      |
| 2014/15 | ADO Den Haag    | Holandia  | Eredivisie     | 30    | 1      |
| 2015/16 | ADO Den Haag    | Holandia  | Eredivisie     | 18    | 1      |
| 2016/17 | Brisbane Roar   | Australia | A-League       | 25    | 4      |
| 2017/18 | Brisbane Roar   | Australia | A-League       | 18    | 2      |
| 2018/19 | Brisbane Roar   | Australia | A-League       | 17    | 0      |
| 2019/20 | FC Helsingør    | Dania     | 2. division    |       |        |

## Kariera reprezentacyjna
W reprezentacji Danii Kristensen zadebiutował 24 stycznia 2007 w przegranym 0:1 towarzyskim meczu z Salwadorem. W sierpniu 2007 roku został powołany przez selekcjonera Mortena Olsena do kadry na mecz z Irlandią, który przesiedział jednak na ławce rezerwowych. Następnie otrzymał powołania na mecze kwalifikacyjne do Euro 2008 ze Szwecją i Liechtensteinem, ale nie wystąpił w nich z powodu kontuzji.
W latach 2007–2012 w drużynie narodowej rozegrał 9 spotkań.